# 原爆の子の像
原爆の子の像（げんばくのこのぞう）は、広島県広島市の広島平和記念公園内にある、佐々木禎子（像のモデル、原爆による白血病で死去）の幟町中学校の同級生らによる募金運動により作られた像。制作者は菊池一雄。1958年5月5日完成。

## 禎子の死から像の設立まで
1955年11月8日に、新聞で禎子の死を知った男の子から「禎子さんを始め、原爆で死んだ子の霊を慰める石碑を創ろう」と、禎子の同級生に提案があり、その設置に関する活動が始まった。11月12日に全日本中学校長会場で、『禎子の同級生8人によるビラ配り』が行われ、全国の中学校からも寄付金が寄せられた。12月に入ると広島市内の小・中・高校へも活動の参加を呼びかけ、『広島平和をきづく児童・生徒の会』が組織された。翌年（1956年）には、街中での募金活動が繰り返し行われ、年末までになんと540万円もの寄付金を集めた。後に募金活動の波紋が広がり、全国から3000校以上の学校が参加をするに至り、海外からも寄せられた。そうした事実に基づく映画作品である『千羽鶴』（木村荘十二監督）も公開され、図書館（Video、DVD）などで鑑賞が行える。

## 石碑
像の真下にある石碑には、
（縦書き　表記通り）
と刻まれている。裏側には“犠牲となった児童生徒を慰霊し世界平和を呼びかけるために、全国の友の支援を受け、広島市内小・中・高校有志によって設置された”と「広島平和をきずく児童生徒の会」による説明文が書かれている。
内部には鐘があり、中に吊られている折り鶴を象った金色の錘が風を受けて揺れると、風鈴のように鳴る仕掛けになっている。鐘に刻まれた文字は、湯川秀樹が揮毫した。
また原爆を体験した子ども達の証言『原爆の子〜広島の少年少女のうったえ』（文庫版で全2分冊）は、広島大学の教育学の教授、長田新により編纂され、1951年に岩波書店から刊行された。

## 扇ひろ子による音源化
大竹市出身の作詞家石本美由起が、白血病の回復を願って折り鶴を折り続けながら12歳で亡くなった佐々木禎子をモデルに作詞した。
扇ひろ子は相愛高等学校卒業後の1963年、日本コロムビアと契約。当時19歳だった1964年8月6日の広島平和記念式典で石本美由紀作詞の「原爆の子の像」をデビュー曲として、涙をこらえながら歌った。原爆遺児の一人として歌いたかったという。しかし、版権を広島市に寄贈したため、公式デビュー曲は同年発売の「赤い椿の三度笠」となる。
1965年7月に音源化された。
2009年7月12日、広島市中区・広島国際会議場での市制施行120周年記念式典で、同曲を熱唱した。平和記念公園で撮影された19歳当時の扇の姿も映し出された。

### 収録曲
- 両楽曲共に、作詞：石本美由起、作曲・編曲：遠藤実

1. 原爆の子の像（4分4秒）
2. 平和のともし灯（3分41秒）

## 放火事件
かつては、真下の石碑の周りにうずたかく折り鶴を置いていたが、雨よけや繰り返される放火事件対策を兼ねて2002年に雨よけ屋根（折り鶴置き場）が周りに配置されている。2003年8月に折り鶴放火事件が発生し、捧げられた折り鶴を保管する施設の一部を焼損した。